# Ramonda ringdahli
Ramonda ringdahli är en tvåvingeart som först beskrevs av Villeneuve 1922.  Ramonda ringdahli ingår i släktet Ramonda, och familjen parasitflugor. Arten är reproducerande i Sverige.